# Louis Adrien Moons

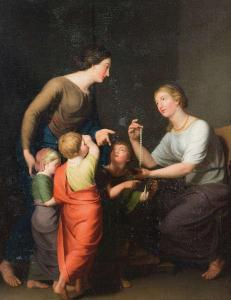
Het geschenk

Louis Adrien François Moons (Antwerpen, 11 mei 1769 - aldaar, 2 oktober 1845) was een Vlaams schilder.

## Loopbaan
Moons leerde onder Bernardus de Quertenmont de teken- en schilderkunst. Hij behaalde in 1792 de gouden medaille levend model aan de Antwerpse Academie en werd later hoogleraar bij dezelfde Academie. Tussen 1796 en 1817 woonde hij in diverse Europese steden (Dresden, Parijs en Sint-Petersburg). Na 1817 werd hij lid der Academiën van beeldende Kunsten te Amsterdam, Antwerpen en de Aanmoedigingscommissie der Schone Kunsten. Hij vertrok daarna naar Italië en keerde later terug langs Zwitserland en Duitsland. Hij vestigde zich nadien opnieuw (definitief) te Antwerpen. Moons zond diverse kapitale schilderijen naar Amsterdamse, Gentse, Brusselse en andere exposities.